# Ahmad Tibi

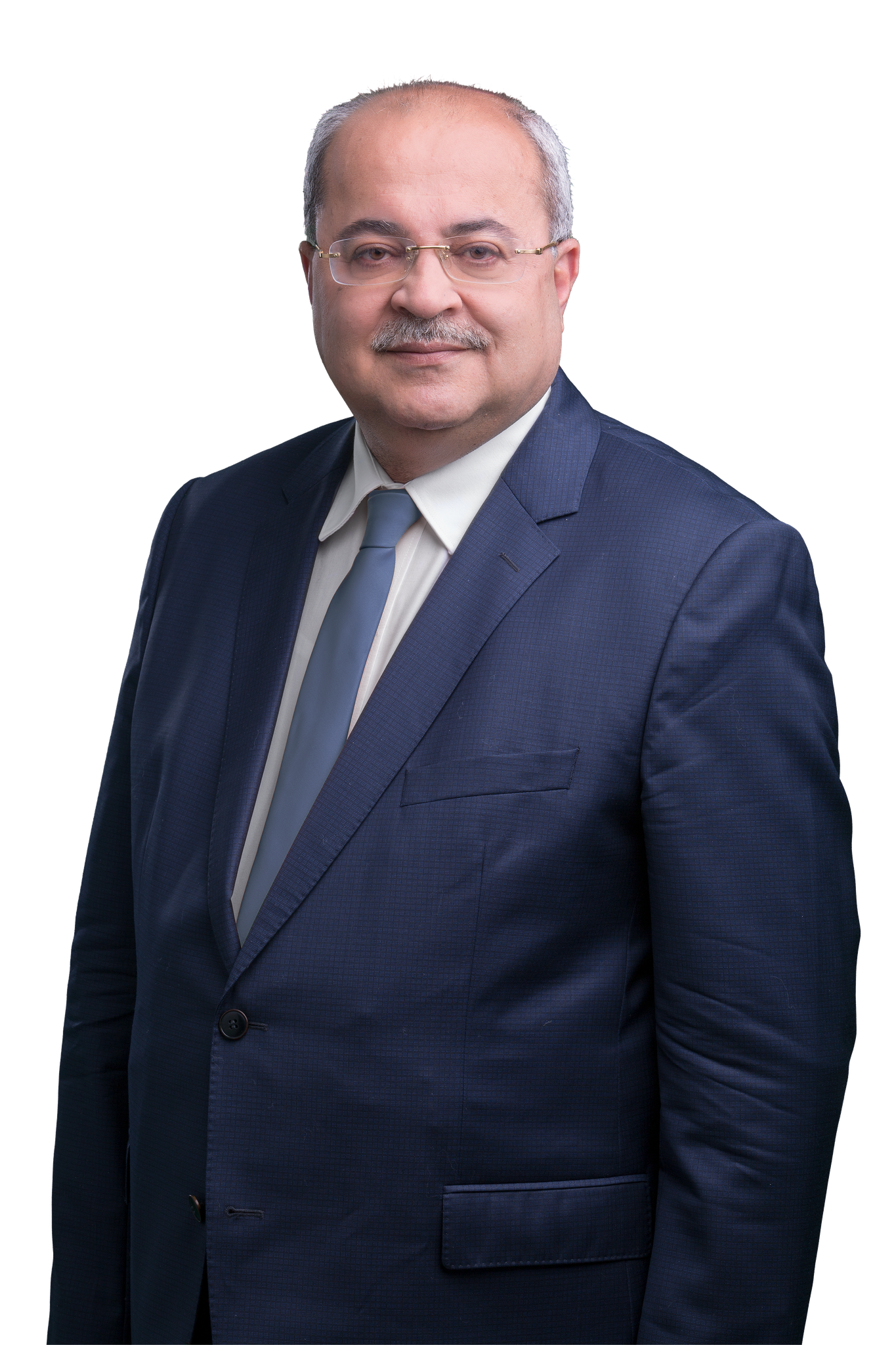
Ahmad Tibi, 2021

Ahmad Tibi (hebräisch אחמד טיבי, arabisch أحمد كامل أحمد الطيبي, DMG Aḥmad Kāmil Aḥmad aṭ-Ṭayyibī, * 19. Dezember 1958 in Tayyibe) ist ein israelischer Gynäkologe und Politiker der Ta'al (Arabischen Bewegung für Erneuerung), deren Vorsitzender er auch ist. Seit 1999 ist Tibi Abgeordneter in der Knesset.

## Leben
Tibi studierte Medizin an der Hebräischen Universität Jerusalem.
Seit 1999 ist Tibi Abgeordneter in der Knesset. Zunächst war er Mitglied der Partei Balad, von 1999 bis 2015 war er nur Mitglied der Partei Ta'al und seit 2015 ist er sowohl Mitglied der Ta'al wie der Vereinten Liste.